# RV Голубя
RV Голубя (лат. RV Columbae) — одиночная переменная звезда в созвездии Голубя на расстоянии приблизительно 5447 световых лет (около 1670 парсек) от Солнца. Фотографическая звёздная величина звезды — от +10,3m до +9,3m.
Открыта Куно Хофмейстером в 1935 году*.

## Характеристики
RV Голубя — жёлтая пульсирующая полуправильная переменная звезда типа SRD (SRD) спектрального класса G5I, или G5, или G8II. Радиус — около 108,51 солнечного, светимость — около 2050 солнечных. Эффективная температура — около 4438 K.